# Monte Sacro Alto

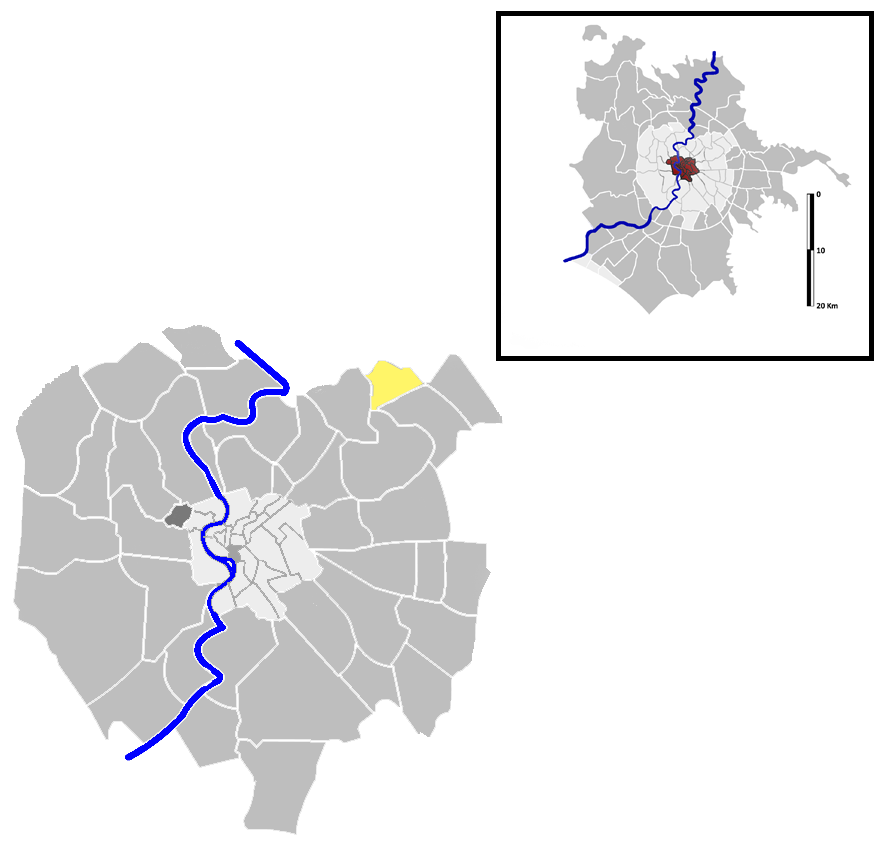
Quartiere Monte Sacro Alto

Monte Sacro Alto é o vigésimo-oitavo quartiere de Roma e normalmente indicado como Q. XXVIII. Este mesmo topônimo indica a zona urbana 4C do Municipio III da região metropolitana de Roma Capitale. Seu nome é uma referência ao Monte Sacro.

## Geografia
O quartiere Monte Sacro alto está localizado na região norte-nordeste da cidade. Suas fronteiras são:
- ao norte e a nordeste está a zona Z. IV Casal Boccone, separada pela Via di Casal Boccone, da Via della Bufalotta até a Via Nomentana.
- ao sul, os quartieres Q. XXIX Ponte Mammolo, separado pela Via Nomentana, daVia di Casal Boccone até a Via Giovanni Zanardini, e Q. XXI Pietralata, separado pela Via Nomentana, da Via Giovanni Zanardini até a Via Jacopo Sannazzaro.
- a oeste está o quartiere Q. XVI Monte Sacro, separado pela Via Jacopo Sannazzaro, a Via Matteo Bandello e a Via della Cecchina, da Via Nomentana até a Via della Bufalotta.

## História
Considerado uma extensão natural do quartiere Monte Sacro, é geralmente chamado de Talenti, uma referência ao sobrenome da família proprietária da propriedade sobre a qual o bairro foi edificado. A sua praça principal é dedicada a Pier Carlo Talenti, morto prematuramente em 1925 num acidente de automóvel e irmão de Achille Talenti, último descedente da família.
Na década de 1950, quando a propriedade era frequentada apenas por pastores com seus rebanhos,  a fazenda da família Talenti se fundiu à empreiteira do engenheiro Giuseppe Tudini dando origem à Impresa Tudini & Talenti. No início dos anos sessenta, a empresa obteve autorização da Comuna de Roma para construir sobre o terreno dos Talenti: a área toda foi convertida num quartiere habitacional caracterizado primordialmente por edifícios e condomínios residenciais de alta concentração (quatro ou cinco pisos) com jardins no piso térreo destinados à classe média-alta, quase como uma contraposição ao "velho" Monte Sacro, tradicionalmente popular.
Suas ruas foram todas batizadas em homenagem a escritores de vários gêneros que viveram entre o século XIX e a primeira metade do século XX. Há várias áreas verdes, lembranças do antigo Agro Romano, entre as quais o Parco Talenti, o Parco delle Mimose e o Parco della Cecchina. Outras áreas de interesse são a Via Ugo Ojetti, a principal via do quartiere, com sua alta concentração de comércios, e o vizinho Largo Pugliese, o ponto central da rede de transporte local. Está em Monte Sacro Alto também a villa onde viveu seu últimos anos Peppino De Filippo.

## Vias e monumentos
- Parco della Cecchina
- Parco delle Mimose
- Parco Talenti
- Parco urbano di Aguzzano‎
- Via Nomentana

## Edifícios

### Igrejas
- Sant'Achille
- San Giovanni Crisostomo
- San Mattia
- San Ponziano